# Оксид натрію
Окси́д на́трію — неорганічна бінарна сполука складу Na2O. Являє собою білі або безбарвні кристали, термічно стійка сполука. Проявляє сильні осно́вні властивості. Застосовується у виробництві гідроксиду натрію.

## Поширення у природі
Оксид натрію зустрічається у мінералах, в основному, у вигляді домішок. Його масова частка є значною, зокрема, у природних карбонатах нагколіті, гейлюситі.

## Фізичні властивості
Оксид натрію являє собою білі або безбарвні кристали. Є термічно стійким і тугоплавким, розкладається за температури 1132 °C без плавлення.

## Хімічні властивості
Оксид натрію легко взаємодіє з водою та кислотами:
{\displaystyle \mathrm {Na_{2}O+H_{2}O\rightarrow 2NaOH} }
{\displaystyle \mathrm {Na_{2}O+2HCl\rightarrow 2NaCl+H_{2}O} }
Проявляє осно́вні властивості, реагуючи з кислотними та амфотерними оксидами:
{\displaystyle \mathrm {Na_{2}O+CO_{2}{\xrightarrow {450-550^{o}C}}Na_{2}CO_{3}} }
{\displaystyle \mathrm {Na_{2}O+NO_{2}+NO{\xrightarrow {250^{o}C}}2NaNO_{2}} }
{\displaystyle \mathrm {Na_{2}O+Al_{2}O_{3}{\xrightarrow {1200^{o}C}}2NaAlO_{2}} }
Окрім кисню, взаємодіє також з деякими іншими неметалами:
{\displaystyle \mathrm {2Na_{2}O+O_{2}{\xrightarrow {250-350^{o}C,[p]}}2Na_{2}O_{2}} }
{\displaystyle \mathrm {4Na_{2}O+4S{\xrightarrow {t}}3Na_{2}S+Na_{2}SO_{4}} }
Реагує з рідким амоніаком:
{\displaystyle \mathrm {Na_{2}O+NH_{3}{\xrightarrow {-50^{o}C}}NaNH_{2}+NaOH} }

## Отримання
Оксид натрію не можна отримати його взаємодією з киснем — в цьому випадку утворюється пероксид натрію. Необхідний результат досягається при подальшій взаємодії пероксиду з натрієм в атмосфері інертних газів:
{\displaystyle \mathrm {2Na+O_{2}{\xrightarrow {250-400^{o}C}}Na_{2}O_{2}} }
{\displaystyle \mathrm {Na_{2}O_{2}+2Na{\xrightarrow {130-200^{o}C,Ar}}2Na_{2}O} }
Також оксид можна синтезувати з гідроксиду натрію та з його солей: азиду, нітриту, нітрату:
{\displaystyle \mathrm {2NaOH+2Na{\xrightarrow {600^{o}C}}2Na_{2}O+H_{2}} }
{\displaystyle \mathrm {5NaN_{3}+NaNO_{3}{\xrightarrow {350-400^{o}C,vacuum}}3Na_{2}O+8N_{2}} }
{\displaystyle \mathrm {6Na+2NaNO_{2}{\xrightarrow {350-400^{o}C}}4Na_{2}O+N_{2}} }
Або отримати з пероксиду із використанням сторонніх відновників:
{\displaystyle \mathrm {Na_{2}O_{2}+C\rightarrow Na_{2}O+CO} }
{\displaystyle \mathrm {Na_{2}O_{2}+2Ag\rightarrow Na_{2}O+Ag_{2}O} }

## Застосування
Оксид натрію використовується у синтезі гідроксиду натрію.